# Dismorphia spio
Dismorphia spio är en fjärilsart som först beskrevs av Jean Baptiste Godart 1819.  Dismorphia spio ingår i släktet Dismorphia och familjen vitfjärilar. Inga underarter finns listade i Catalogue of Life.

## Bildgalleri

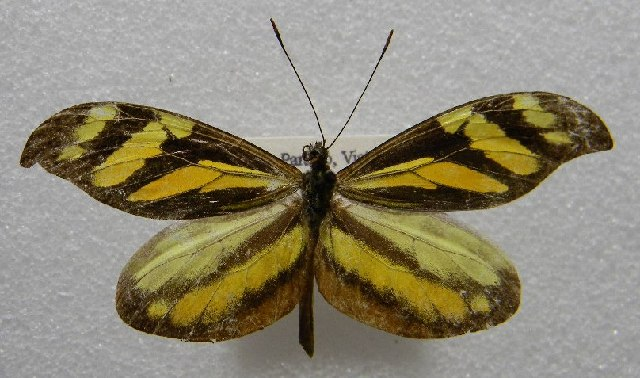